# 小行星2442
小行星2442（2442 Corbett）是一颗绕太阳运转的小行星，为主小行星带小行星。该小行星于1980年10月3日发现。
該小行星以印地安獵人吉姆·科比特命名。

## 轨道参数
小行星2442的轨道半长轴为2.3877148 UA，离心率为0.118。